# 마츠오 사토루
마츠오 사토루(일본어: 松尾 諭, 1975년 12월 7일~)는 일본의 배우이다. 